# Mourad Hdiouad
Mourad Hdiouad (in arabo مراد حدود‎?; Temara, 10 settembre 1976) è un ex calciatore marocchino, di ruolo centrocampista.

## Carriera

### Club
Ha giocato nel campionato marocchino, bulgaro e tedesco.

### Nazionale
Tra il 2000 e il 2009 è sceso in campo 19 volte con la maglia della nazionale marocchina.

## Palmarès

### Club

#### Competizioni nazionali
- Coppa di Bulgaria: 2

Litex Loveč: 2003-2004
CSKA Sofia: 2005-2006